# The Life Burns Tour
The Life Burns Tour je posljednje izdanje čelo metal benda Apocalyptica. Ovaj DVD izdan je u lipnju 2006. godine. Na DVD-u se nalazi snimka koncerta i video spotovi.

## Lista pjesama
1. "Intro - Apocalyptica"
2. "Path"
3. "Master Of Puppets"
4. "Somewhere Around Nothing"
5. "Fight Fire With Fire"
6. "Quutamo"
7. "Heat"
8. "Betrayal"
9. "Nothing Else Matters"
10. "Hope"
11. "Life Burns!"
12. "Fisheye"
13. "Bittersweet"
14. "Seek & Destroy"
15. "Prologue (Apprehension)"
16. "Creeping Death"
17. "Inquisition Symphony"
18. "Enter Sandman"
19. "Refuse/Resist"
20. "Hall Of The Mountain King"
21. "US Tour Film"
22. "EPK Repressed" (bonus)
23. "Bittersweet" video
24. "Life Burns!" video
25. "How Far" video
26. "Wie Weit" video
27. "Faraway Vol. 2" video
28. "Somewhere Around Nothing" video
29. "Seemann" video
30. "Repressed" video